# Ворсянка суконная

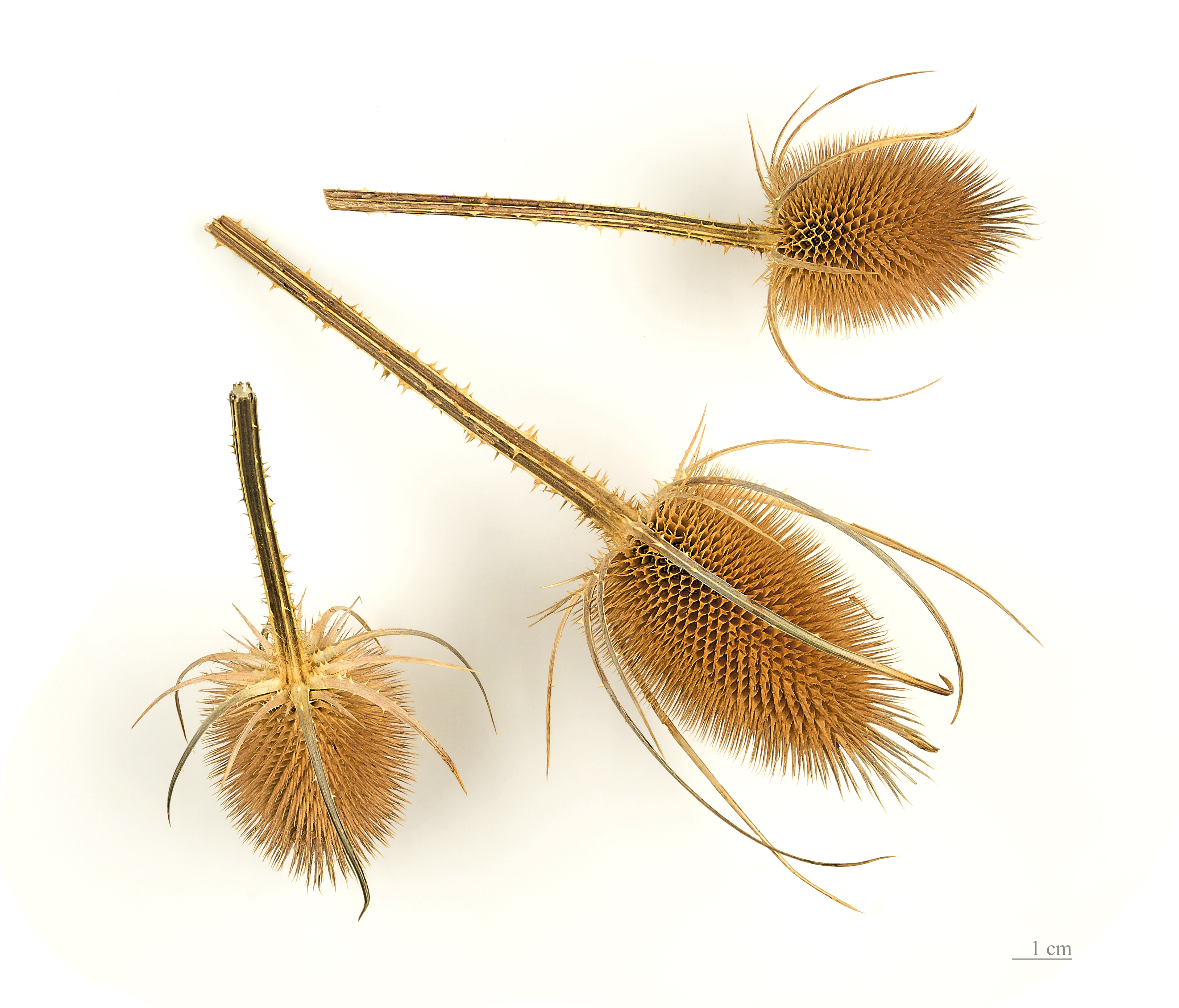
Плоды ворсянки суконной

Ворсянка суконная, или Ворсянка сукновалов (лат. Dipsácus fullónum) — вид двулетних травянистых растений рода Ворсянка (Dipsacus) семейства Жимолостные (Caprifoliaceae). Иногда встречается под устаревшим синонимичным названием Ворсянка лесная (лат. Dipsacus sylvestris).
Несмотря на название, этот вид ворсянок не использовался в суконном и текстильном производстве для ворсования тканей, в отличие от, например, ворсянки посевной. Несоответствие возникло в силу того, что изначально под названием Ворсянка суконная Карл Линней объединил представителей двух видов - вышеназванного и ворсянки посевной. В последующем, когда возникла необходимость выделения обоих таксонов в качестве самостоятельных, за дикорастущим растением был оставлен первоначальный эпитет "суконная" или "суконовалов", а культивируемое растение сейчас указывается с видовым эпитетом "полевая" или "культивируемая".

## Ботаническое описание
Стебли прямые, в верхней части ветвистые, ребристые, высотой 50—200 см.
Листья короткочерешковые, покрыты немногочисленными шипиками, продолговато-обратнояйцевидные, стеблевые супротивные, продолговато-ланцетные, цельнокрайные или пильчатые.
Соцветия — головки 4—8 см длиной, листочки обёртки линейно-ланцетные. Цветки фиолетовые, иногда белые.
Цветёт в июне, плодоносит в августе.

## Классификация

### Таксономия
Dipsacus fullonum L., 1753, Sp. Pl. : 97
Вид Ворсянка суконная относится к роду Ворсянка (Dipsacus) семейства Жимолостные (Caprifoliaceae) порядка Ворсянкоцветные (Dipsacales). Кладограмма в соответствии с Системой APG IV по состоянию на декабрь 2023 года:
|  |                          |  |                                   |                                   |             |  | еще 1 семейство | еще 1 семейство |                 |  |  |  | еше 22 подтвержденных вида и 6 видов, ожидающих подтверждения |
|  |                          |  |                                   |                                   |             |  | еще 1 семейство | еще 1 семейство |                 |  |  |  | еше 22 подтвержденных вида и 6 видов, ожидающих подтверждения |
|  |                          |  |                                   | порядок Ворсянкоцветные           |             |  |                 |                 | Ворсянка        |  |  |  |                                                               |
|  |                          |  |                                   | порядок Ворсянкоцветные           |             |  |                 |                 | Ворсянка        |  |  |  |                                                               |
|  | клада Цветковые растения |  |                                   |                                   | Жимолостные |  |                 |                 | Ворсянка лесная |  |  |  |                                                               |
|  | клада Цветковые растения |  |                                   |                                   | Жимолостные |  |                 |                 |                 |  |  |  |                                                               |
|  |                          |  | ещё 63 порядка цветковых растений | ещё 63 порядка цветковых растений |             |  |                 | еще 28 родов    | еще 28 родов    |  |  |  |                                                               |
|  |                          |  |                                   | ещё 63 порядка цветковых растений |             |  |                 |                 | еще 28 родов    |  |  |  |                                                               |

### Синонимы
- Dipsacus arcimusci Lojac.
- Dipsacus botteri Maly ex Nyman
- Dipsacus carminatorius Salisb.
- Dipsacus connatofolius Gilib.
- Dipsacus divaricatus C.Presl
- Dipsacus fullonum f. ternatus Farw.
- Dipsacus fullonum var. sylvestris (Huds.) Huds.
- Dipsacus horridus Opiz
- Dipsacus meyeri Chabert
- Dipsacus mirabilis Gand.
- Dipsacus morisonii Boreau
- Dipsacus orsini Sanguin.
- Dipsacus palustris Salisb.
- Dipsacus purpurascens Gand.
- Dipsacus silvester A.Kern.
- Dipsacus sinuatus Schltdl. ex Roem. & Schult.
- Dipsacus sylvestris Huds.
- Dipsacus sylvestris f. albidus Steyerm.
- Dipsacus vulgaris C.C.Gmel.